# CAVOK
CAVOK (uttalas kav-okay) är en term som förekommer i TAF och  METAR. Den uttydes vanligen som Ceiling and visibility OK, d.v.s. bra flygväder. Även tolkningen Clouds and visibility OK förekommer. För att det skall vara CAVOK krävs att sikten förutsägs överstiga 10 km och att inga moln under den högsta av 5 000 fot ELLER Minimum Sector Altitud (MSA) förutsägs. Vidare skall inga CB cumulonimbus vara inom synhåll och inga signifikanta väderförändringar förutsägs förekomma.